# Selección femenina de hockey sobre hielo de los Países Bajos
La selección femenina de hockey sobre hielo de los Países Bajos representa a los Países Bajos en el Campeonato Mundial Femenino de Hockey sobre Hielo. El equipo nacional femenino está controlado por la Asociación Neerlandesa de Hockey sobre Hielo. En febrero de 2011, los Países Bajos ascienden a la División II del Campeonato Mundial Femenino de Hockey sobre Hielo. Fueron relegados a la División III hace dos años. Holanda tiene 175 jugadoras en 2011.

## Participaciones

### Juegos Olímpicos
El equipo femenino de Países Bajos nunca se ha clasificado para un torneo olímpico.

### Campeonato Mundial
- 1999 - Finalizó 16° (8° en el Grupo B)
- 2000 - Finalizó 21°
- 2001 - Finalizó 18°
- 2003 - Finalizó 19° (5° en División II)
- 2004 - Finalizó 19° (4° en la División II)
- 2005 - Finalizó 20° (6° en División II)
- 2007 - Finalizó 20° (5° en la División II)
- 2008 - Finalizó 20° (5 ° en División II)
- 2009 - Finalizó 21° (6° en la División II, relegado a la División III)
- 2011 - Finalizó 20° ( en la División III, ascendido a la División II)
- 2012 - Finalizó 19° (5° en División IB)
- 2013 - Finalizó 16° ( en División IB)
- 2014 - Finalizó 18° (4° en División IB)
- 2015 - Finalizó 16° ( en División IB)
- 2016 - Finalizó 20° (6° en la División IB, Relegado a la División IIA)
- 2017 - Finalizó 22° ( en la División IIA)
- 2018 - Finalizó 22° ( en la División IIA, ascendido a la División IB)
- 2019 - Finalizó 17° ( en la División IB, ascendido a la División IA)

### Campeonato Europeo
- 1989 - Finalizó 8°
- 1991 - Finalizó 10°
- 1995 - Finalizó 6° en el Grupo B
- 1996 - Finalizó 6° en el Grupo B

### Liga Europea de Hockey Femenino
Desde la temporada 2010-11, la selección nacional femenina de Países Bajos participa en la Liga Elite de Hockey Femenino.
| Temp.   | PJ | V | VP | P | D | Pts. | BP | BC | Pun | Pos. | Playoffs          |
| ------- | -- | - | -- | - | - | ---- | -- | -- | --- | ---- | ----------------- |
| 2010–11 | 14 | 3 | 3  | 0 | 8 | 15   | 35 | 50 | 245 | 6th  | sin participación |